# 리자 앙젤
리자 앙젤(Lisa Angell, 1968년 9월 21일 ~ )은 프랑스의 싱어송라이터이다.